# Menhir de la Lande des Bouillons

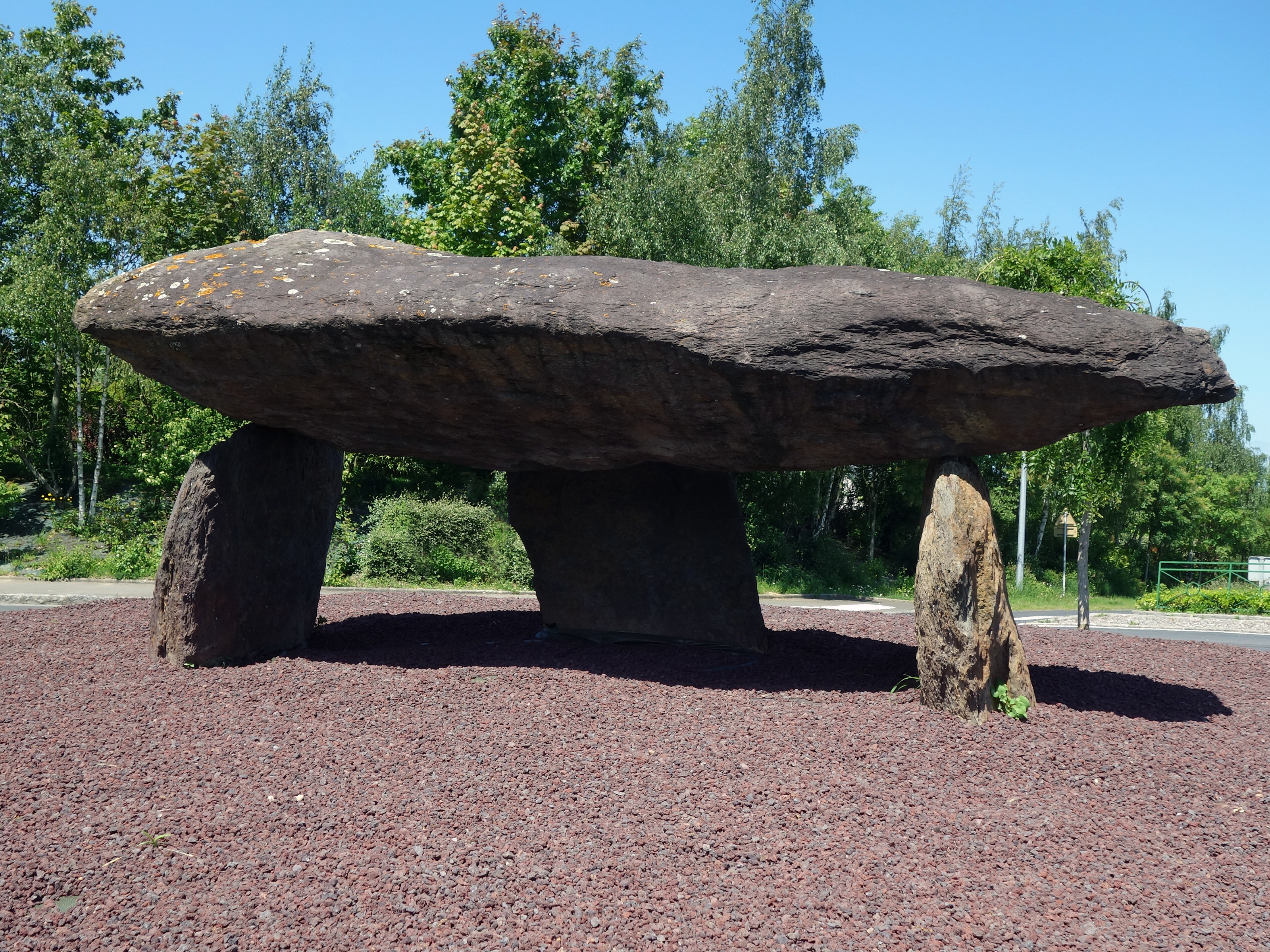
Menhir de la Lande des Bouillons

Der Menhir de la Lande des Bouillons (auch Menhir des Bouillons genannt) liegt als Zierde in Dolmenmanier auf Tragsteinen, in einem Kreisverkehr des „Boulevard Jean Charcot“ im Osten von Janzé im Département Ille-et-Vilaine in der Bretagne in Frankreich. 
Der ursprüngliche Standort lag am Rande des alten Weges nach Saulnières, südwestlich der Stadt, wo er einer der Meilensteine war.
Der durch Erosion unbeeinträchtigte Menhir hat eine Länge von 2,6 m, und ist an der Basis 1,2 m breit und 0,5 m dick und war im Inventar von Pierre-Roland Giot (1919–2002): „Bretagne Megalith“, obwohl seine Form stimmig ist, als ungewiss eingestuft.
Südwestlich von Janzé steht der Menhir La Pierre des Fées.